# Ninja Princess
Ninja Princess (忍者プリンセス?) è un videogioco arcade del 1985 sviluppato da SEGA. Distribuito anche come Sega Ninja, il gioco ha ricevuto conversioni per SG-1000 e MSX e un remake per Sega Master System dal titolo The Ninja. È inoltre incluso nella raccolta Sega Ages Memorial Selection Vol. 2 per Sega Saturn.